# 饒富
饒富（1476年—？），字弘濟，江西撫州府崇仁縣人，民籍，明朝政治人物。

## 生平
江西鄉試第二十名舉人。正德六年（1511年）中式辛未科會試第三百九名，登第三甲第一百三十七名進士。

## 家族
曾祖饒勗妍；祖父饒弼辰；父饒元鼎，母楊氏。具慶下。